# Новак, Виллен Захарович
Виллен Захарович Но́вак (укр. Віллен Захарович Новак, род. 3 января 1938, с. Глезно, Житомирская область, УССР) — советский и украинский кинорежиссёр. Народный артист Украины (1999). Член-корреспондент Национальной академии искусств Украины (2002).

## Биография
В 1972 году окончил Киевский государственный институт театрального искусства им. И. К. Карпенко-Карого по специальности «Кинорежиссура».
В 1970—1971 г. — ассистент режиссёра Киевской киностудии им. А. Довженко.
С 1972 г. — кинорежиссёр, художественный руководитель творческого объединения телевизионных фильмов, творческого объединения прокатных фильмов, кинорежиссер-постановщик высшей категории Одесской киностудии художественных фильмов.
Около пяти лет был художественным руководителем «Одесской киновидеостудии нового образца».
Режиссёр-постановщик Одесской киностудии.
Член Национального Союза кинематографистов Украины.

## Фильмография

### Режиссёрские работы
- 1973 — Ринг
- 1977 — Красные дипкурьеры
- 1979 — Камертон
- 1980 — Вторжение
- 1981 — Третье измерение
- 1984 — Две версии одного столкновения
- 1987 — В Крыму не всегда лето
- 1989 — Гу-га
- 1993 — Дикая любовь (лидер проката 1994 года)
- 1997 — Принцесса на бобах (лидер проката 1997 года)
- 2003 — Личная жизнь официальных людей
- 2008 — Стреляй немедленно!
- 2021 — Почему я живой

### Роли в кино
- 1975 — Ар-хи-ме-ды! — эпизод

## Награды и премии
- Заслуженный деятель искусств Украинской ССР (1980),
- Народный артист Украины (1999),
- Орден «За заслуги» ІІІ степени (2004)[2],
- Юбилейная медаль «20 лет независимости Украины» (2011).
- лауреат 10 фестивальных наград, четыре из которых получены на международных кинофестивалях.
- Орден «За заслуги» ІІ степени (2020)[3]